# Celso Ramos
Pour les articles homonymes, voir Celso Ramos (homonymie) et Ramos.
Celso Ramos est un homme politique brésilien (Lages, 18 décembre 1897 - Florianópolis, 1er avril 1996). Il fut gouverneur de l'État de Santa Catarina de 1961 à 1966.
Deux localités de l'État portent aujourd'hui son nom, Celso Ramos et Governador Celso Ramos.